# Monte Palon
Il Monte Palon è una montagna delle Alpi Graie alta 2.965 m.
Si trova tra la Valle di Susa e la Valle di Viù (la più meridionale delle Valli di Lanzo), ed interessa i comuni di Usseglio e di Mompantero.

## Descrizione

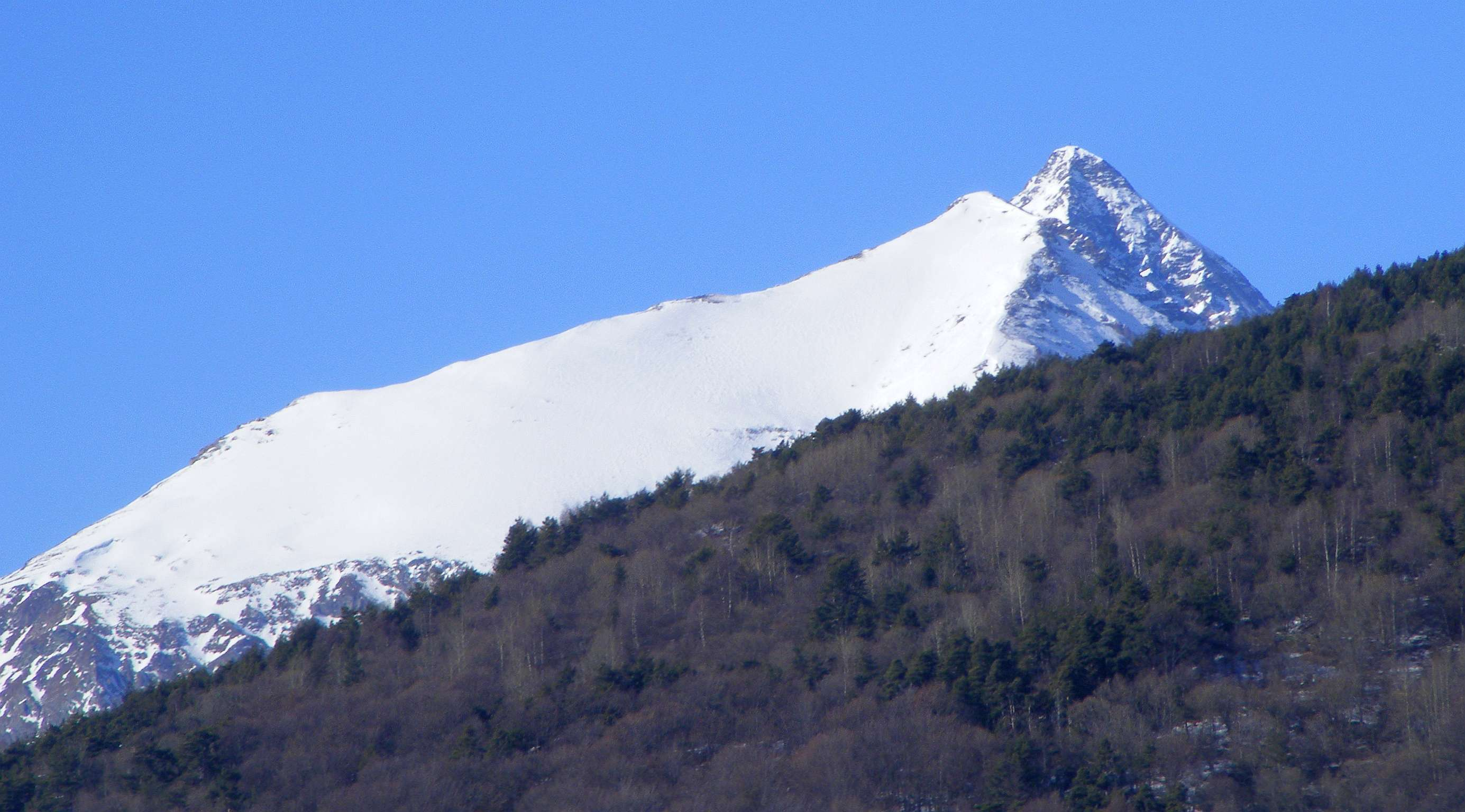
Il Palon dalla Rocca Grisolo (Condove); a destra spunta il Rocciamelone

Il monte è di forma piuttosto arrotondata e si trova sullo spartiacque Dora Riparia-Stura di Lanzo tra il Colle Croce di Ferro (2.546 m) e il Passo Muret (2.769 m), che lo separa dalla vetta omonima (3.059 m). Oltre alle due creste appartenenti al crinale principale la montagna ne possiede altre due, la prima delle quali si dirige a nord e termina con il Monte Palonetto (2.540 m). L'altro contrafforte scende invece verso la Val di Susa e comprende il Monte Ciarmetta e il Truc San Martino, che chiude ad est l'Orrido di Foresto.
Sulla cima è collocato anche il punto geodetico trigonometrico dell'IGM codice 055091 denominato Monte Palou (sic!).
La montagna è ben visibile anche da Torino; da certe angolazioni, specie della bassa Valsusa, può sembrare una sorta di gemello del ben più alto Rocciamelone.

## Escursionismo

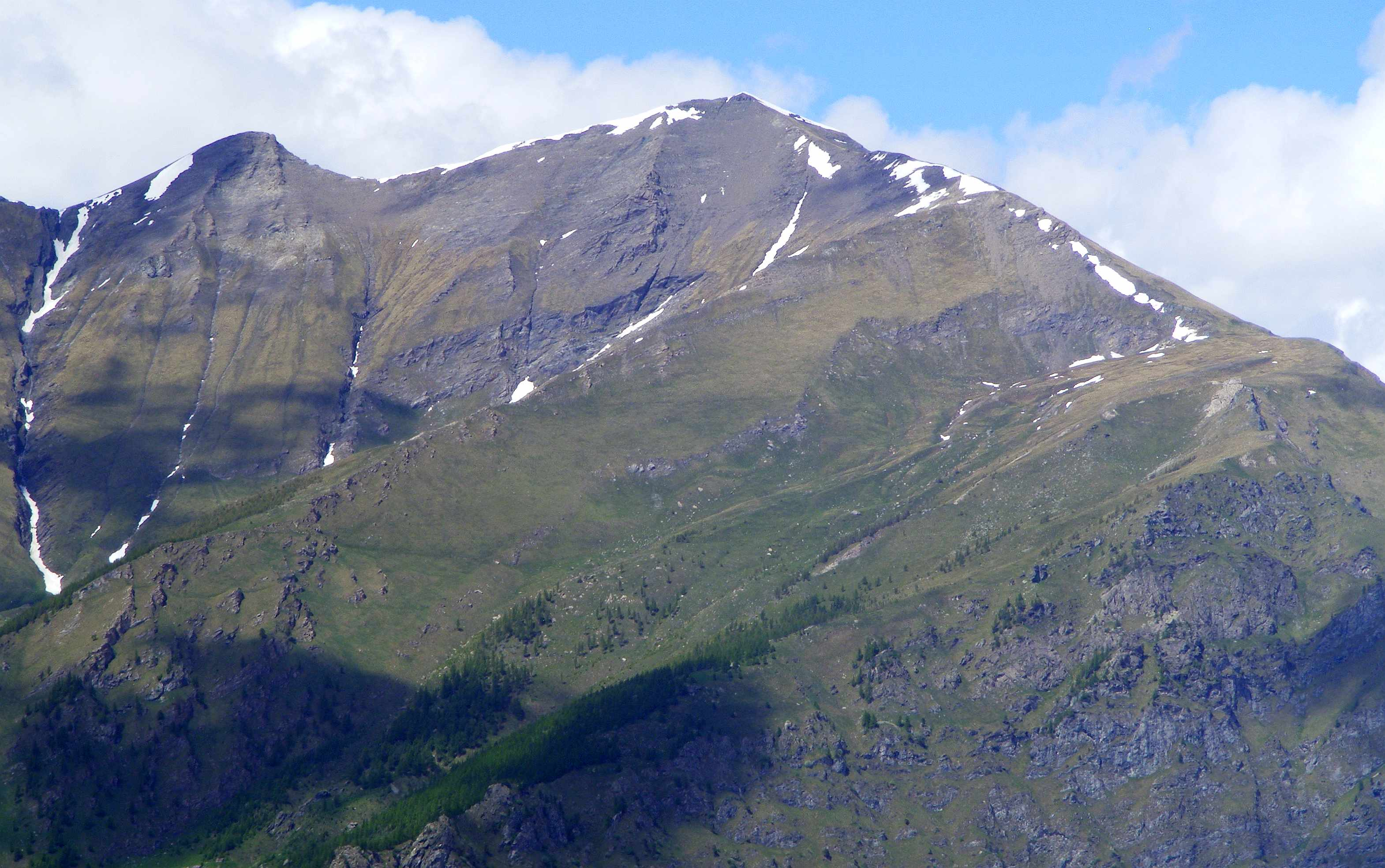
Il versante sud-ovest del Palon visto dal Monte Fassolino; a sin. l'anticima occidentale (2.889 m) e il Passo Muret

Essendo di accesso non difficile anche in presenza di un po' di neve ed essendo relativamente poco frequentato, il Monte Palon è la meta ideale per un escursionista in cerca di tranquillità e non in cerca di brividi.
Dalla vetta si possono osservare le montagne del Parco naturale Orsiera - Rocciavrè a Sud, il vicino Rocciamelone a Ovest, la Punta Lunella e la Grand'Uia a Est ed il gruppo della Lera a Nord.